# 旺多姆
旺多姆（法語：Vendôme，法語發音：[vɑ̃dom]），法国的中部城市，中央-卢瓦尔河谷大区卢瓦-谢尔省的一个市镇，同时也是该省的一个副省会，下辖旺多姆区，其市镇面积为23.9平方公里，2022年1月1日时人口数量为15,566人，是该省人口第三多的市镇，在法国城市中排名第567位。
旺多姆位于卢瓦-谢尔省西北部，卢瓦河两岸，距离省会布卢瓦大约30公里，其附近区域被称为旺多穆瓦。旺多姆是法国艺术与历史之城，中世纪时为一个行政中心，以其命名的爵位被法国历史上的多个王朝及贵族继承。现代旺多姆是一个区域性的中心城市，1990年建成的高铁及车站使得旺多姆前往法国首都巴黎的旅行时间缩短至42分钟，当地出现了依托高铁站而建的办公区。

## 地名来源
“旺多姆”一名最初出现于公元5世纪，在图尔的马丁的手记中以的形式被记载，该名称来源于古高卢语，意为“白色的高地”，可能与当地所处的白垩土地有关。

## 历史

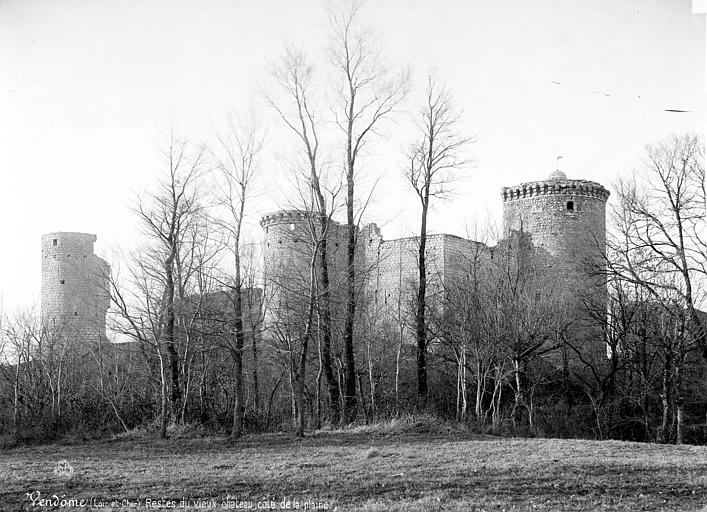
旺多姆城堡遗址

旺多姆最初于公元5世纪被记载，此后长期为卢瓦河畔的一处村落。中世纪中期，布沙尔迪德家族形成，桑斯伯爵布沙尔之子布沙尔·拉特皮拉特于930年获得旺多姆伯爵头衔。1033年，安茹的热奥弗鲁瓦二世在此修建旺多姆拉特里尼泰修道院，其附近逐渐形成城镇。14世纪后，旺多姆伯爵爵位被波旁家族继承，开创了波旁-旺多姆家族；1514年，路易十二为感谢夏爾四世·德·波旁在意大利战争中的贡献，将旺多姆升为公爵土地（duché-pairie）。宗教战争时期，新教徒和天主教徒曾在此发生多次争斗。1598年，旺多姆收归法兰西王室，成为封禄，塞萨尔·德·波旁获得公爵头衔。法国大革命后，旺多姆成为卢瓦-谢尔省的一个市镇和一个副省会。工业革命期间，旺多姆成为一个铁路枢纽。1940年6月15日，纳粹控制的德國聯邦國防軍空軍对旺多姆进行了大规模的轰炸，造成89人遇难。二战后，旺多姆逐渐成为一个区域性综合城市，1990年高铁开通后，当地出现了现代化的开发园区。
巴黎第一区的旺多姆广场即以旺多姆公爵塞萨尔·德·波旁命名。

## 地理

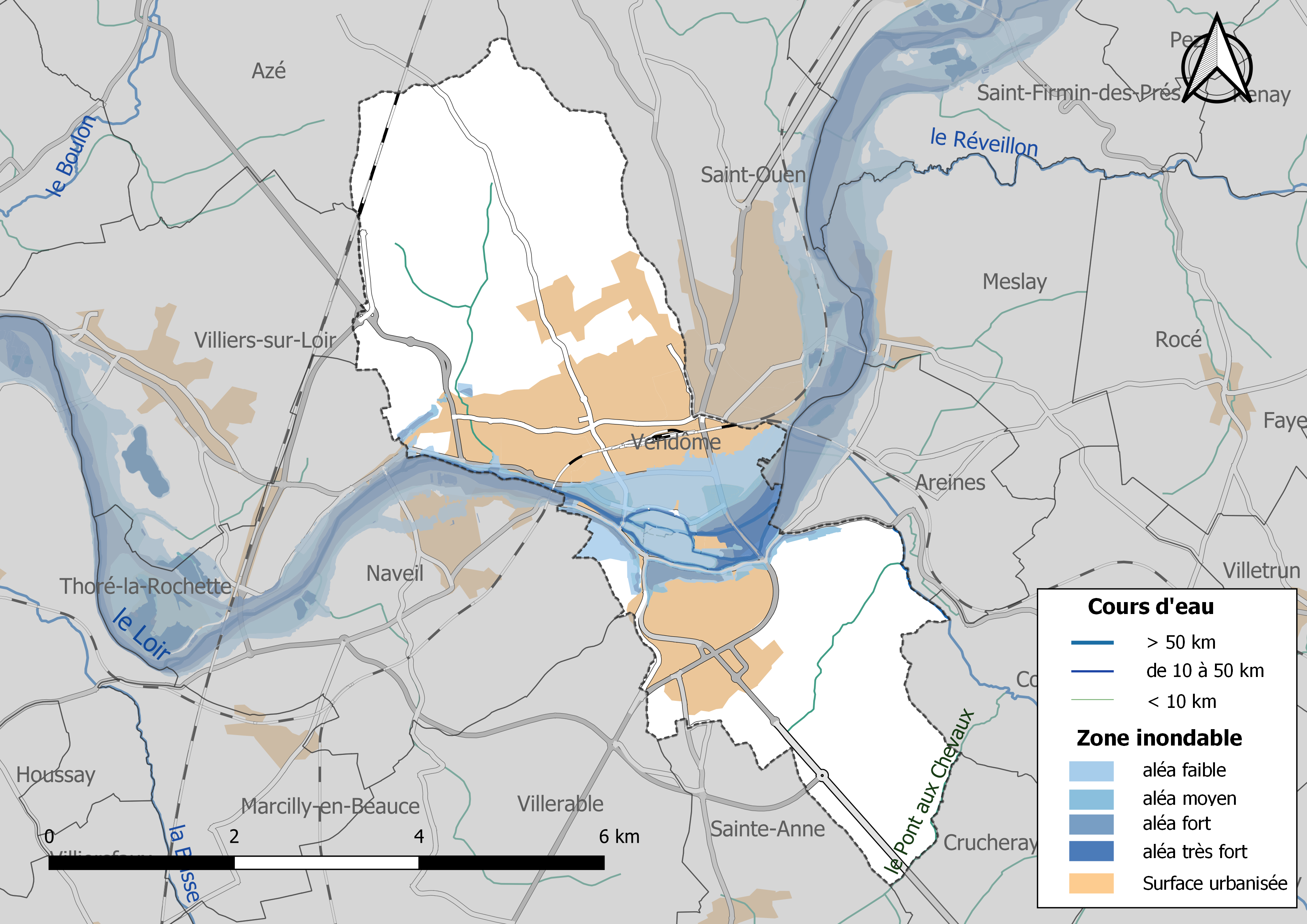
旺多姆易涝区地图

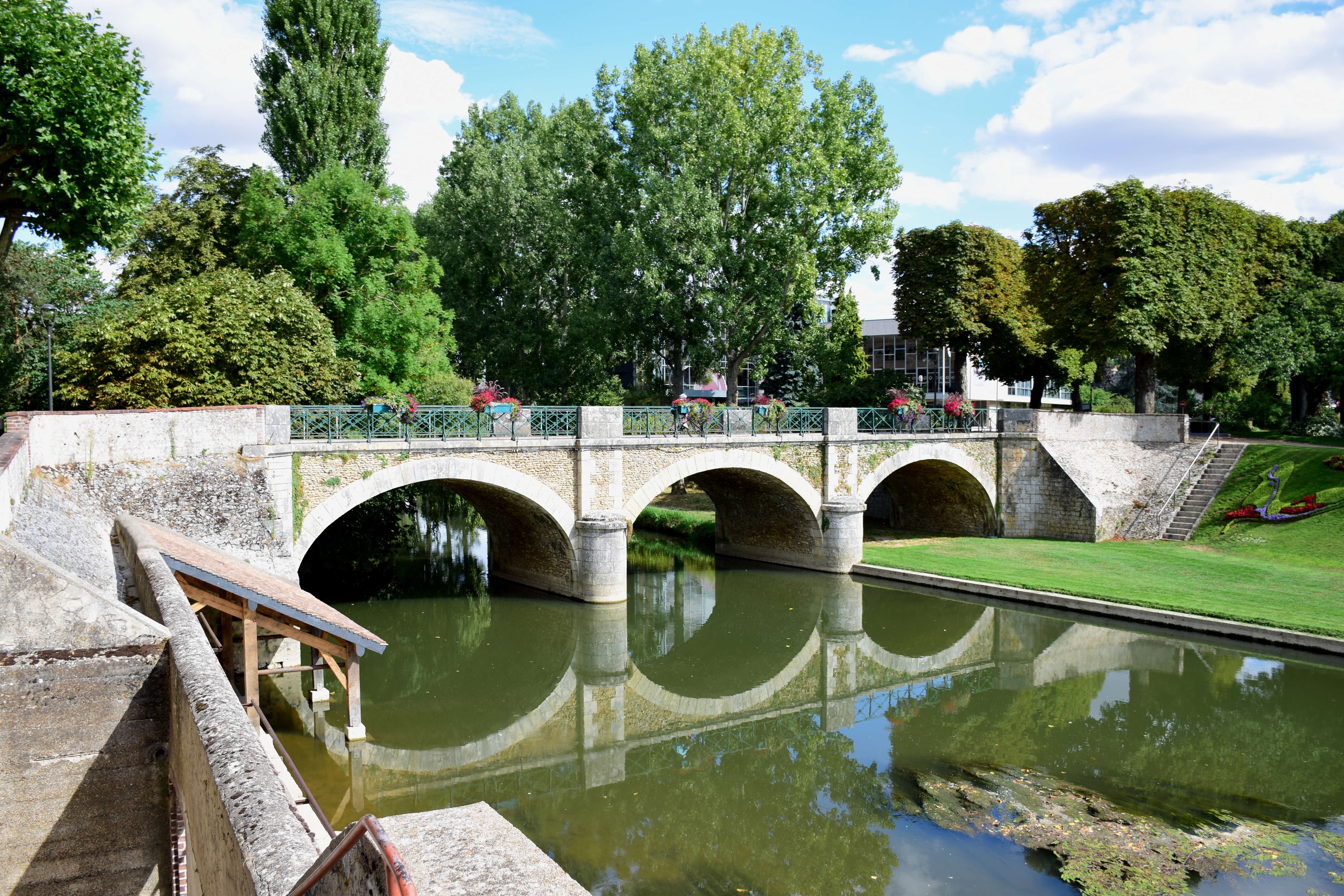
卢瓦河

旺多姆位于法国中部偏西北，中央-卢瓦尔河谷大区中西部和卢瓦-谢尔省西北部，距离省会布卢瓦大约35公里。与旺多姆接壤的市镇包括：阿雷讷、阿泽、库洛米耶拉图尔、克吕舍赖、纳韦伊、圣安娜、圣旺、维勒拉布勒、卢瓦河畔维利耶。

### 地形
旺多姆位于卢瓦河河谷中，佩尔什和博斯两个自然区域交界处，境内以平原和浅丘为主，地势总统平坦，全境海拔在76到141米之间。

### 水文
卢瓦河自东向西流经境内，旺多姆老城位于该河的一处大型河心岛上，并开辟有多条人工水道，该河为卢瓦尔河的支流。因地形原因，旺多姆老城区容易发生内涝。

### 植被
旺多姆属于温带落叶林区，市政府旁的龙萨尔公园（Parc Ronsard）是市区内的主要绿地公园，此外卢瓦河两岸以及旺多姆城堡附近亦有大片林地等，均常年免费向公众开放。

### 气候
旺多姆在柯本气候分类法中属于温带海洋性气候。
距离旺多姆最近的气象站位于瑟洛姆境内，以下为该气象站的数据（其中日照数据取自布卢瓦）：
| 瑟洛姆1981年－2019年 | 瑟洛姆1981年－2019年 | 瑟洛姆1981年－2019年 | 瑟洛姆1981年－2019年 | 瑟洛姆1981年－2019年 | 瑟洛姆1981年－2019年 | 瑟洛姆1981年－2019年 | 瑟洛姆1981年－2019年 | 瑟洛姆1981年－2019年 | 瑟洛姆1981年－2019年 | 瑟洛姆1981年－2019年 | 瑟洛姆1981年－2019年 | 瑟洛姆1981年－2019年 | 瑟洛姆1981年－2019年 |
| 月份                 | 1月                  | 2月                  | 3月                  | 4月                  | 5月                  | 6月                  | 7月                  | 8月                  | 9月                  | 10月                 | 11月                 | 12月                 | 全年                 |
| -------------------- | -------------------- | -------------------- | -------------------- | -------------------- | -------------------- | -------------------- | -------------------- | -------------------- | -------------------- | -------------------- | -------------------- | -------------------- | -------------------- |
| 历史最高温 °C（°F）  | 15 (59)              | 18 (64)              | 25 (77)              | 29 (84)              | 33 (91)              | 38 (100)             | 39.5 (103.1)         | 41.5 (106.7)         | 35.5 (95.9)          | 30 (86)              | 22 (72)              | 17 (63)              | 41.5 (106.7)         |
| 平均高温 °C（°F）    | 6.8 (44.2)           | 8.7 (47.7)           | 12.4 (54.3)          | 16.3 (61.3)          | 19.9 (67.8)          | 24.4 (75.9)          | 26.2 (79.2)          | 25.9 (78.6)          | 22.3 (72.1)          | 16.9 (62.4)          | 10.8 (51.4)          | 6.9 (44.4)           | 16.5 (61.7)          |
| 日均气温 °C（°F）    | 4.2 (39.6)           | 5.2 (41.4)           | 7.8 (46.0)           | 10.8 (51.4)          | 14.5 (58.1)          | 18.2 (64.8)          | 20 (68)              | 19.7 (67.5)          | 16.5 (61.7)          | 12.6 (54.7)          | 7.6 (45.7)           | 4.3 (39.7)           | 11.8 (53.2)          |
| 平均低温 °C（°F）    | 1.5 (34.7)           | 1.8 (35.2)           | 3.2 (37.8)           | 5.4 (41.7)           | 9 (48)               | 12.1 (53.8)          | 13.8 (56.8)          | 13.5 (56.3)          | 10.7 (51.3)          | 8.3 (46.9)           | 4.4 (39.9)           | 1.7 (35.1)           | 7.1 (44.8)           |
| 历史最低温 °C（°F）  | −14 (7)              | −16 (3)              | −11 (12)             | −3 (27)              | −1 (30)              | 1.5 (34.7)           | 7 (45)               | 3 (37)               | 3 (37)               | −2 (28)              | −12 (10)             | −8 (18)              | −16 (3)              |
| 平均降水量 mm（）    | 57.2 (2.25)          | 48.2 (1.90)          | 50.9 (2.00)          | 51.3 (2.02)          | 61.1 (2.41)          | 47.7 (1.88)          | 55.4 (2.18)          | 40.8 (1.61)          | 51.7 (2.04)          | 66.9 (2.63)          | 61.7 (2.43)          | 66.4 (2.61)          | 659.3 (25.96)        |
| 月均日照時數         | 64.3                 | 88.3                 | 142.2                | 177.6                | 202.2                | 201.9                | 217.4                | 224.2                | 179.5                | 120                  | 71.7                 | 54.5                 | 1,743.8              |
| 来源：infoclimat     |                      |                      |                      |                      |                      |                      |                      |                      |                      |                      |                      |                      |                      |

## 行政区划
旺多姆是法国中央-卢瓦尔河谷大区卢瓦-谢尔省的一个市镇，编号为41269，它也是卢瓦-谢尔省的一个副省会。旺多姆下辖旺多姆区，管理旺多姆县，同时也是旺多姆土地城市圈公共社区的办公驻地。
法国国家统计与经济研究所（简称）在进行数据统计时，将旺多姆及相邻的另外4个市镇设为旺多姆城市核心区，并将包括核心区在内的周边共37个市镇划为旺多姆城市区。同时，还将旺多姆市镇分为了8个“块区”（IRIS），以便于统计人口分布情况。

## 交通

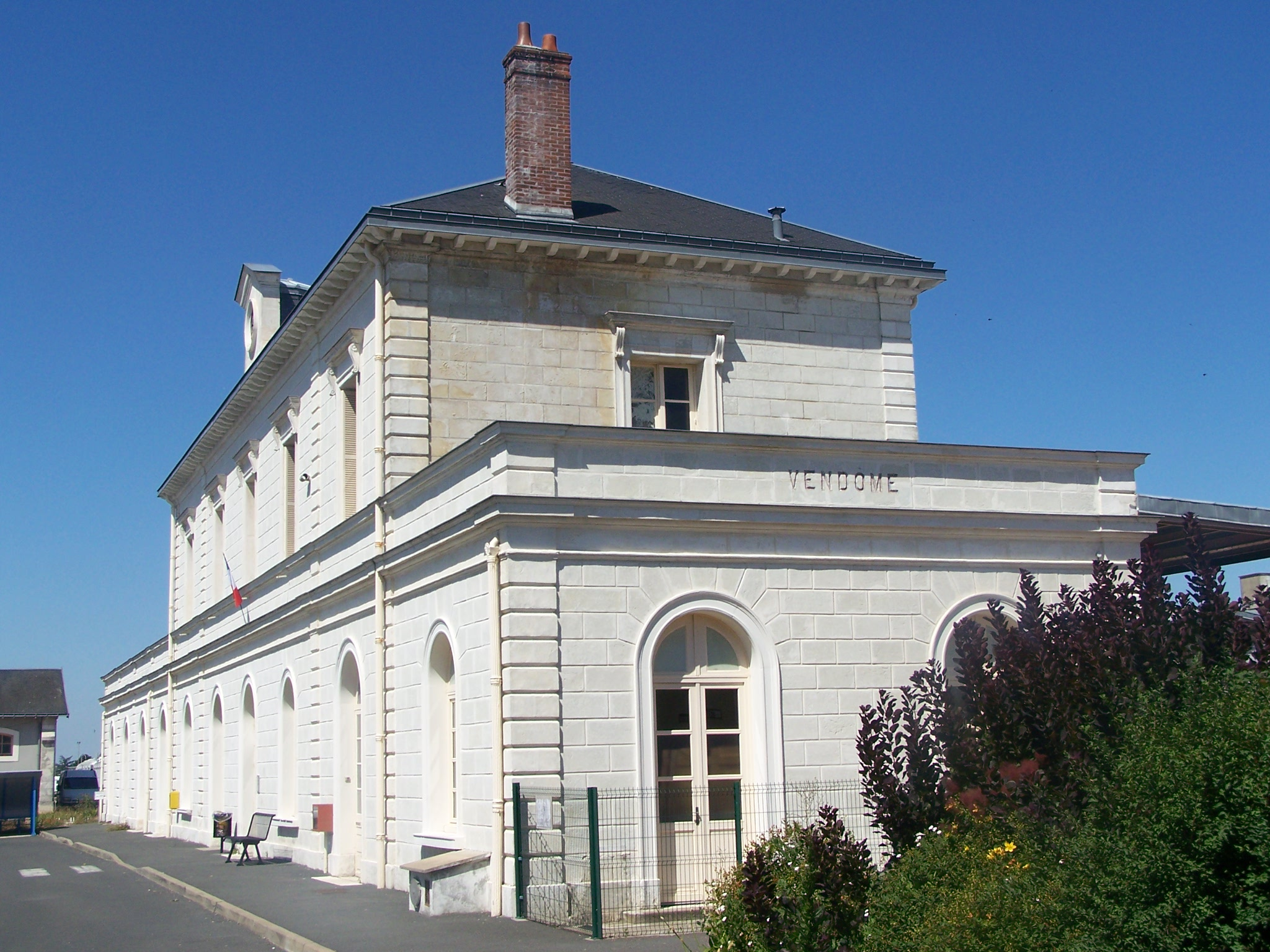
旺多姆火车站的主站房

### 公路
法国国道N10线和多条卢瓦-谢尔省省道在旺多姆境内交汇，中央-卢瓦尔河谷大区下属的城际客运提供巴士线路，可前往图尔、沙特尔、沙托丹、布卢瓦、德鲁埃等地。
2017年，67.9%的旺多姆家庭拥有至少一辆的私人汽车。2018年，旺多姆境内共发生各类交通事故4起，造成6人受伤。

### 铁路
旺多姆位于布雷蒂尼－舒瓦西耶河畔拉芒布罗勒铁路上。旺多姆站位于市区中北部，该站停靠往返于沙托丹和图尔一线的区域列车，以及前往巴黎的列车，全程运行时间超过2小时。
除此之外，旺多姆-卢瓦河畔维列TGV站位于旺多姆市区西部，通过摆渡车连接市区，该站每天停靠数班往返于巴黎和图尔的高速列车，前往两地的最短旅行时间分别为42分钟和25分钟。

### 航空
距离旺多姆最近的民用航空站为图尔卢瓦尔河谷机场，距离旺多姆市中心的公路里程约51公里。

### 城市公共交通
旺多姆城市公共交通（商业名称为）是当地的城市公共交通系统。截至2020年11月，该系统共包括3条常规公交线路和数条校车或定制线路，路网覆盖了旺多姆市区内的主要街道和居民区。

## 政治

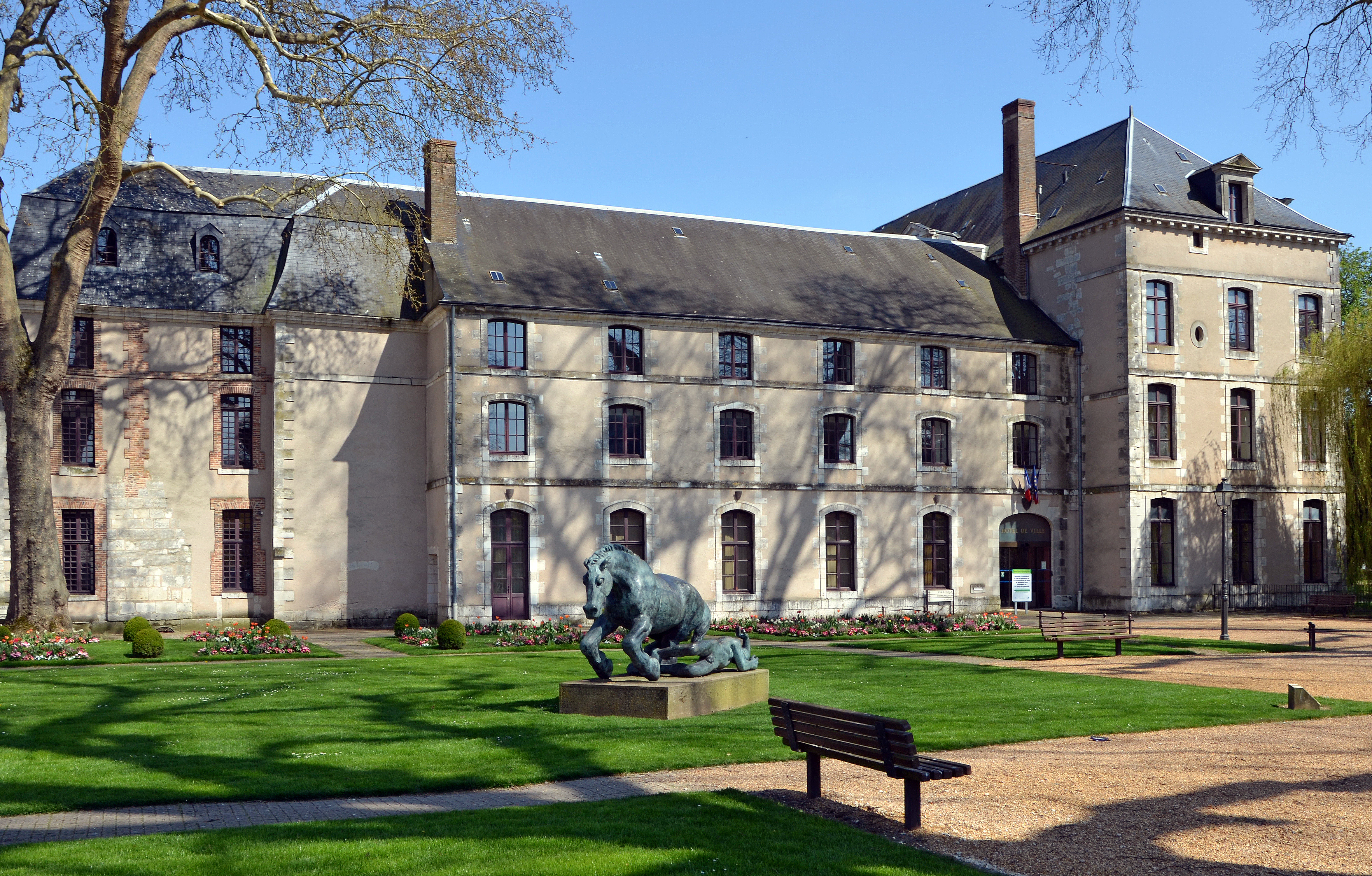
旺多姆市政厅

旺多姆的现任市长为洛朗·布里亚尔先生（Laurent Brillard），他是民主人士和独立人士联盟的一名成员，在2020年的市政选举中获得了54.64%的支持率。
在2017年的法国总统大选中，法国第25任总统埃马纽埃尔·马克龙在旺多姆获得了70.53%的支持率。
| 旺多姆历届市长 |                     |                           |
| 任期           | 市长                | 党派                      |
| 1944年－1947年 | 乔治·吉蒙           | 不详                      |
| 1947年－1950年 | 爱德华·马斯         | 不详                      |
| 1950年－1953年 | 加布里埃尔·舍瓦利埃 | 不详                      |
| 1953年－1970年 | 热拉尔·伊翁         | SFIO工人国际法国支部      |
| 1970年－1989年 | 罗贝尔·拉诺         | DVD右翼无党派人士         |
| 1989年－2008年 | 达尼埃尔·沙内       | PS社会党                  |
| 2008年－2014年 | 卡特里娜·洛卡尔特   | PS社会党                  |
| 2014年－2019年 | 帕斯卡·布兰多       | UDI民主人士和独立人士联盟 |
| 2019年－       | 洛朗·布里亚尔       | UDI民主人士和独立人士联盟 |

## 人口
2017年，旺多姆市镇人口数量为16,569，在法国排名第567位。其中男性7,813人，女性8,756人，75岁及以上人口占14.5%，外籍人口数量为3,758人，人口密度为694人/平方公里，当地居民被称为（男性）或（女性）。2018年，旺多姆境内出生161人，死亡人口252人。
| 年份   | 1936  | 1946   | 1954   | 1962   | 1968   | 1975   | 1982   | 1990   | 1999   | 2006   | 2011   | 2016   | 2017   |
| ------ | ----- | ------ | ------ | ------ | ------ | ------ | ------ | ------ | ------ | ------ | ------ | ------ | ------ |
| 人口數 | 9,344 | 10,315 | 10,811 | 13,556 | 16,157 | 17,952 | 17,593 | 17,525 | 17,707 | 17,029 | 16,849 | 16,688 | 16,569 |

## 经济
旺多姆是一个区域性的中心城市，当地共有各类用人单位2,061家，其中98.47%为中小型企业（PME），平均历史为17年，行政、医疗及社会服务是当地的主要就业岗位类型。

## 财政收入
2018年，旺多姆的财政收入总额为18,297,900欧元，财政支出总额为14,725,700欧元，当年的债务总额为11,415,300欧元。
2015年，旺多姆的人均收入总额为2,455欧元，其中高职人员为4,561欧元，普通职员为1,843欧元。
2017年，旺多姆境内的青壮年（15至64岁）失业率为16.6%，当地38.9%的家庭拥有纳税资格。

## 社会事务

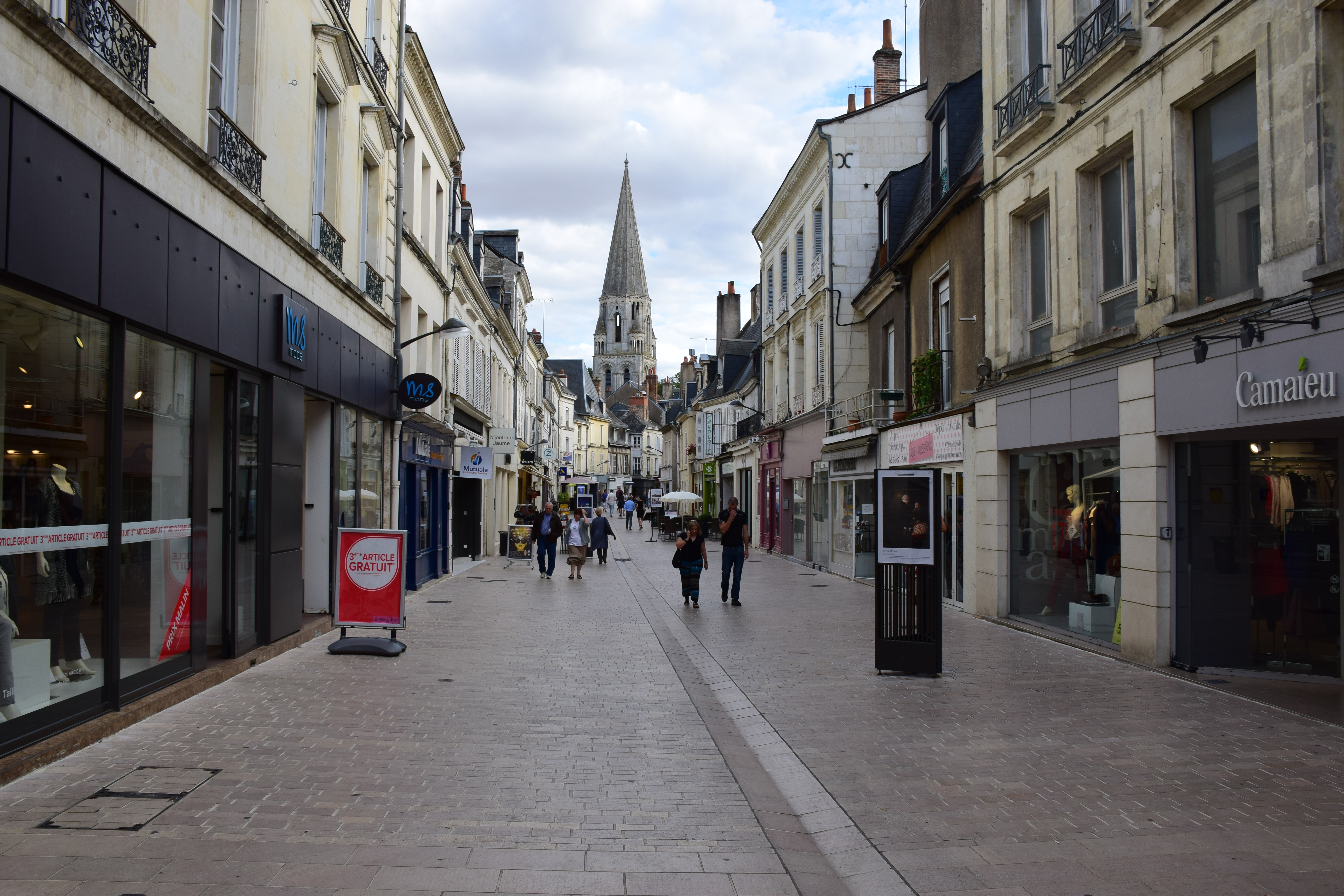
勒尚日街

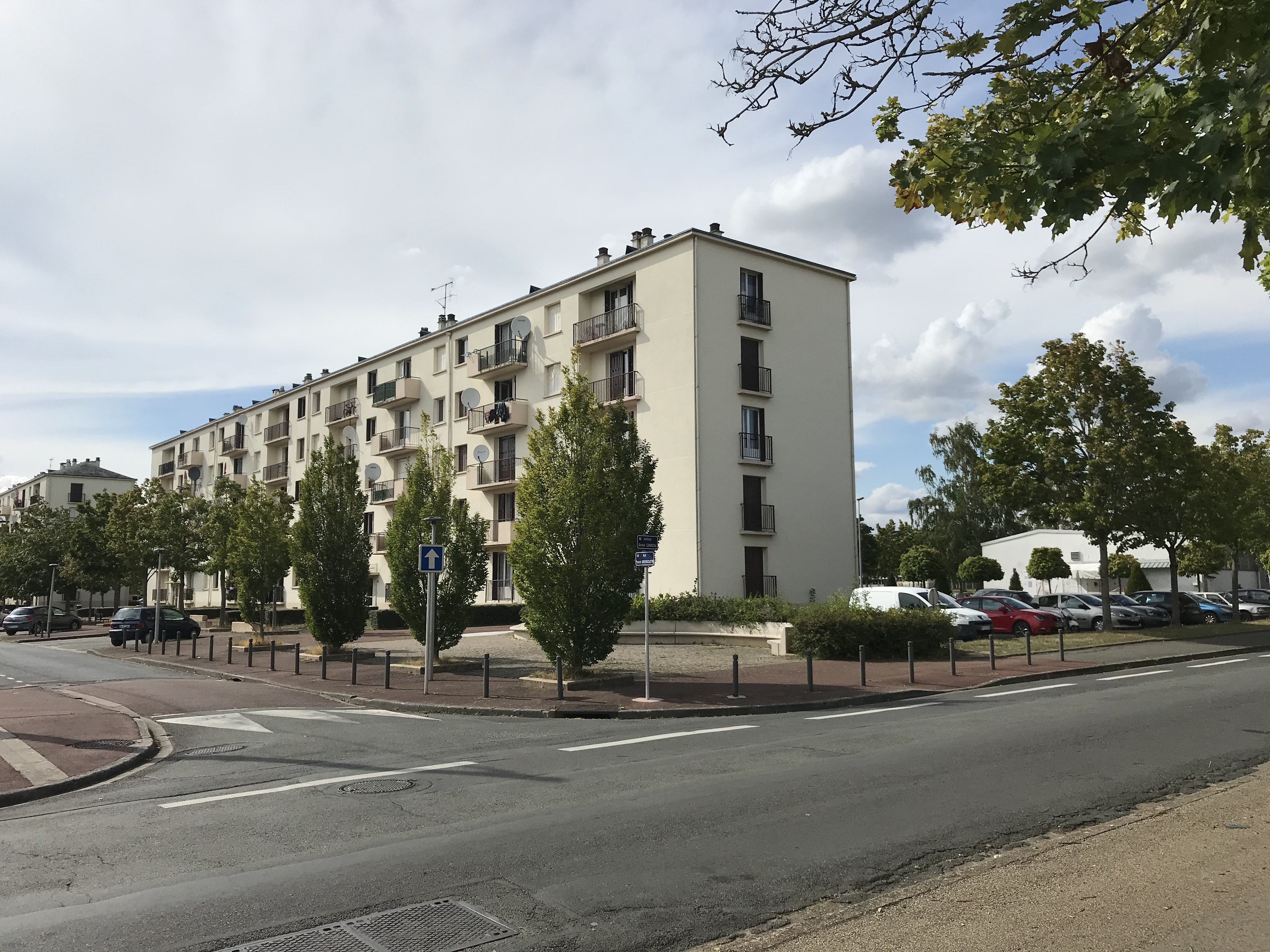
旺多姆的现代居民楼

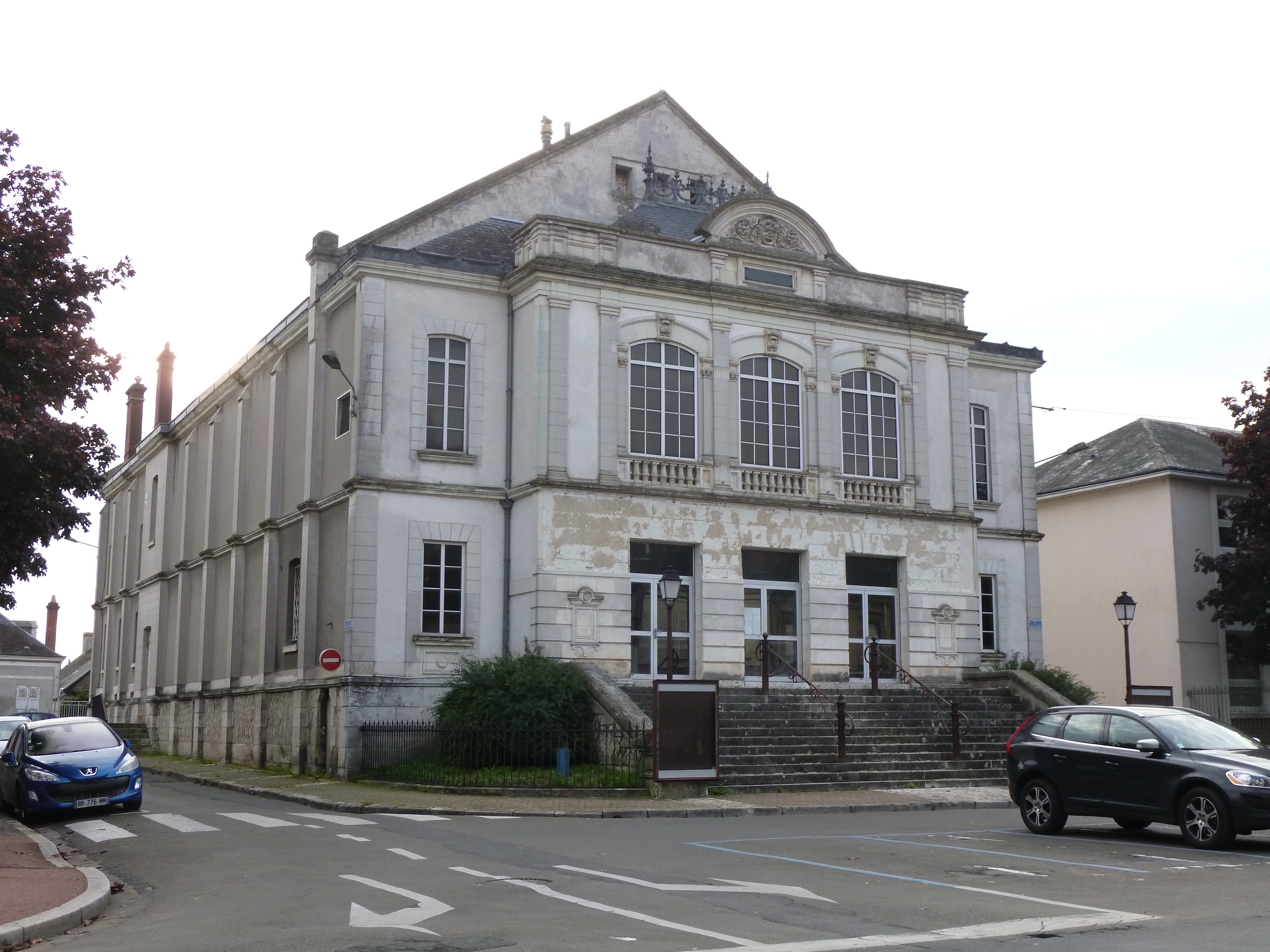
旺多姆市政剧场

### 教育
旺多姆属于奥尔良-图尔学区。截止2019年1月1日，旺多姆境内共有6所幼儿园、8所小学、3所初级中学、2所普通高中、1所农业高中和1所职业高中。2018至2019学年度，旺多姆境内共有在校中等教育阶段学生2,985名。

### 医疗
截止2019年1月1日，旺多姆境内共有全科医生17名、保健师10名、牙医10名、护士14名、耳科医生3名、眼科医生8名、皮肤科医生1名、助产士2名、儿科医生3名和妇科医生3名。境内共有药房8家、养老院5家、残疾人帮扶中心5家。
旺多姆中心医院，全名为“旺多姆-蒙图瓦尔中心医院”（Centre hospitalier de Vendôme-Montoire），是法国的一个区域性医疗机构，其主病区位于旺多姆市区，设有床位791个，是当地规模最大的公立综合性医院。

### 住房
2017年，旺多姆境内共有各类住房9,441套，其中46.6%为独立式居民区，主要分布于市区西北部和东部；53%为集中式居民区，主要分布于市区北部。常住房屋占旺多姆市镇范围内居民建筑总量的85.6%。

### 商业
2018年，旺多姆境内共有各类商铺998家，其中餐饮服务类398家。市区西部建有大型开放式商业街区。

### 体育
2019年，旺多姆境内共有2家游泳池、6间体育馆、1座综合体育场、11处网球场、1处马术场、4处足球或橄榄球场以及2处篮球或排球场。
旺多姆体育俱乐部（US Vendôme）是当地的一支足球队，2020至2021赛季参加中央-卢瓦尔河谷大区足球联赛。

### 环境
旺多姆的环境事务由其所属的公共社区负责。2018年，旺多姆境内共有8家污染企业。

### 治安
2014年，旺多姆及附近地区共发生各类案件1,034起，其中盗窃类案件544起，经济类案件192起，毒品交易类案件71起。

## 文化
2019年，旺多姆境内共有2家剧场、1家电影院和1家博物馆。旺多姆市政府提供多媒体中心，向公众全年开放。

### 建筑
旺多姆境内有多处历史遗迹，其中旺多姆城堡（Château de Vendôme）遗址是法国首批国家文物保护单位；旺多姆圣三修道院、圣乔治门和旺多姆市政厅是当地的代表性建筑物。

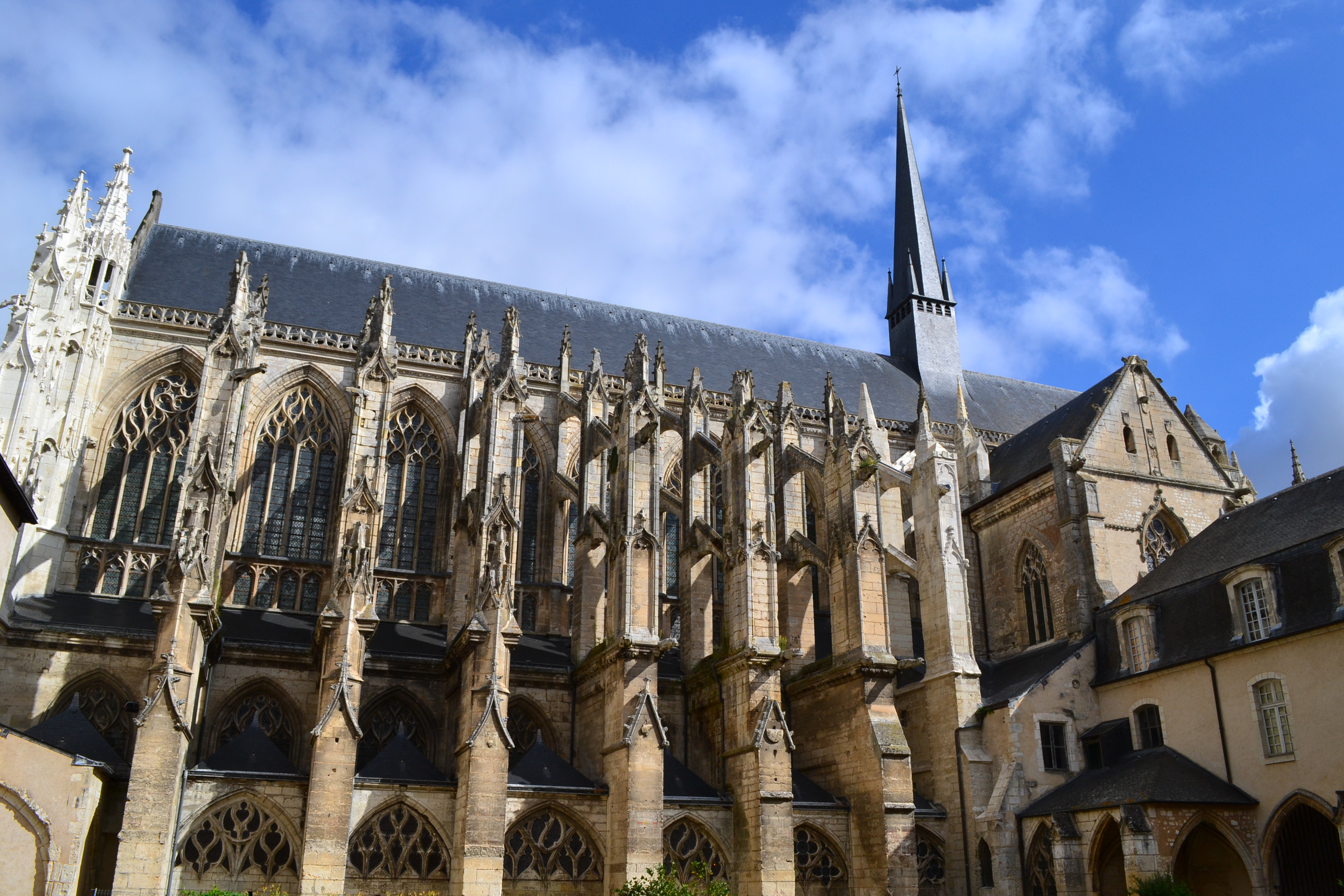
旺多姆圣三修道院
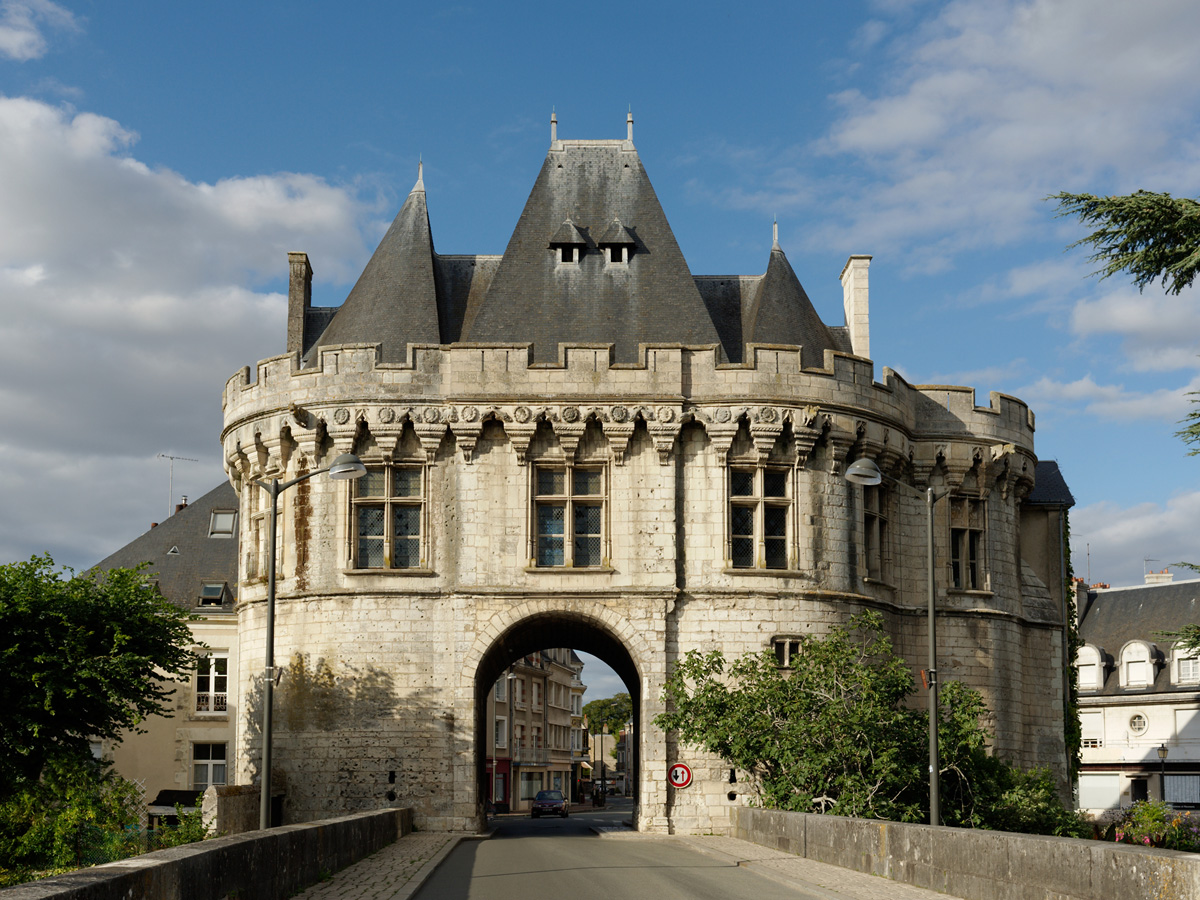
圣乔治门
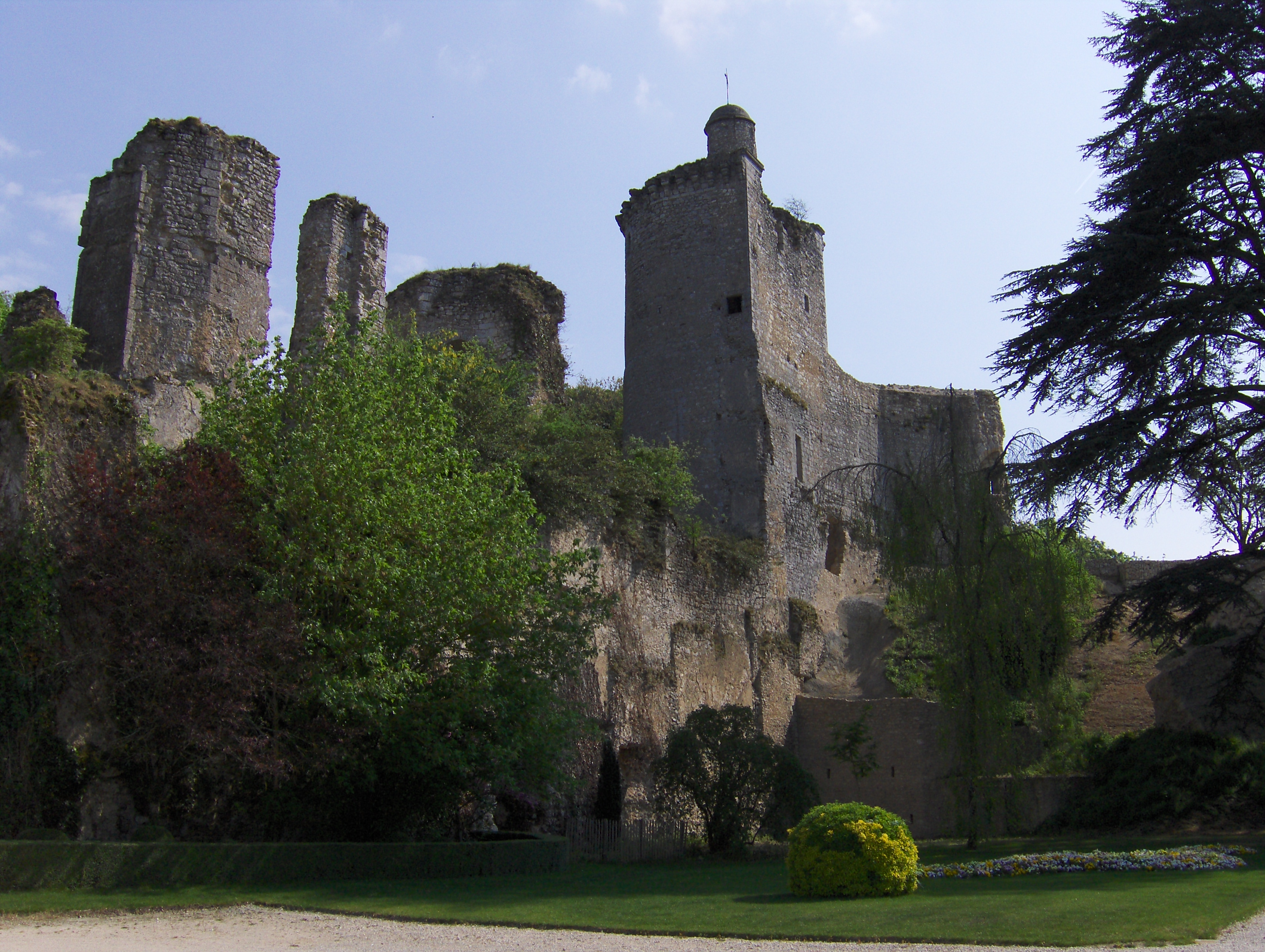
旺多姆城堡遗址
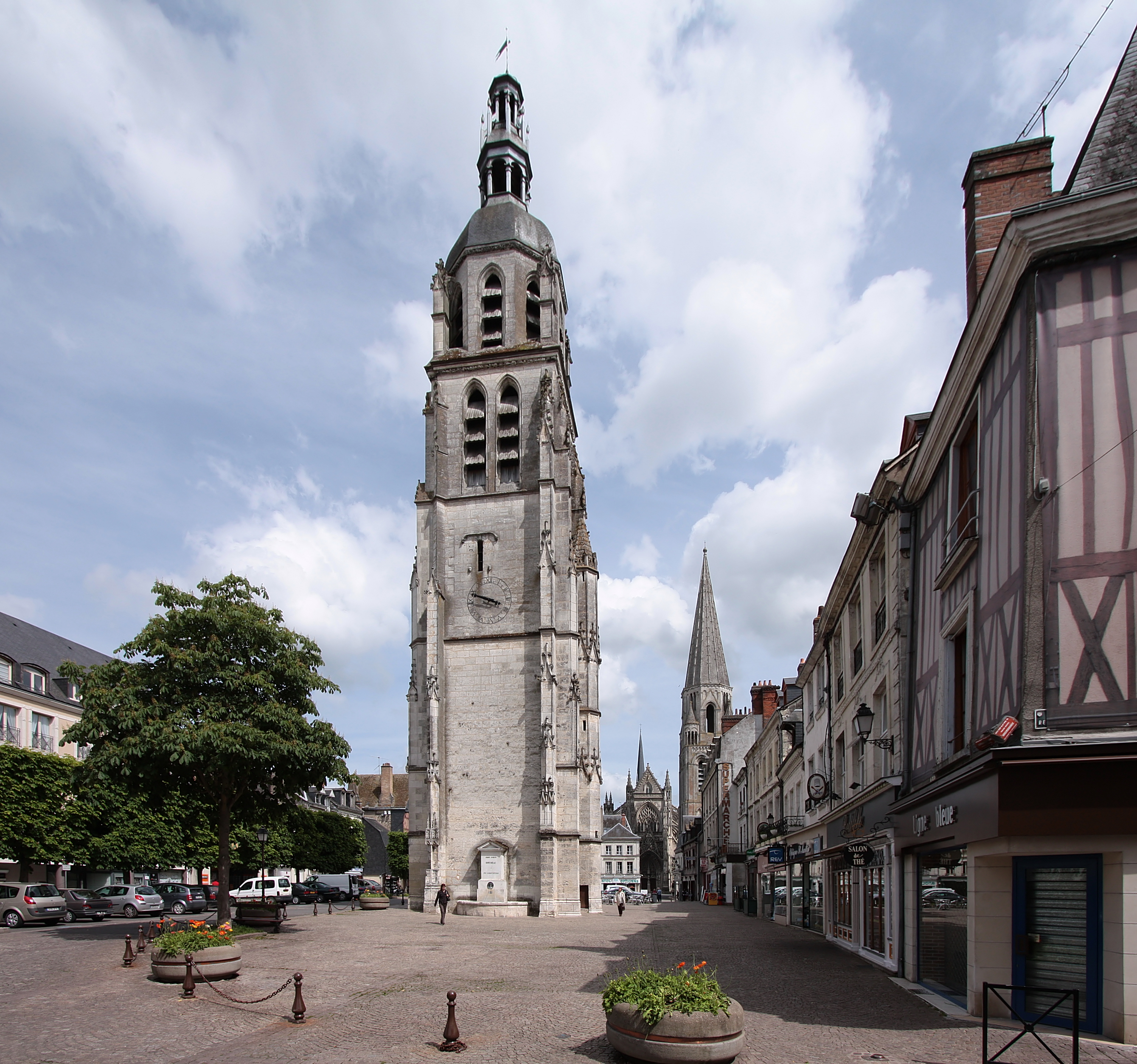
圣马丁塔
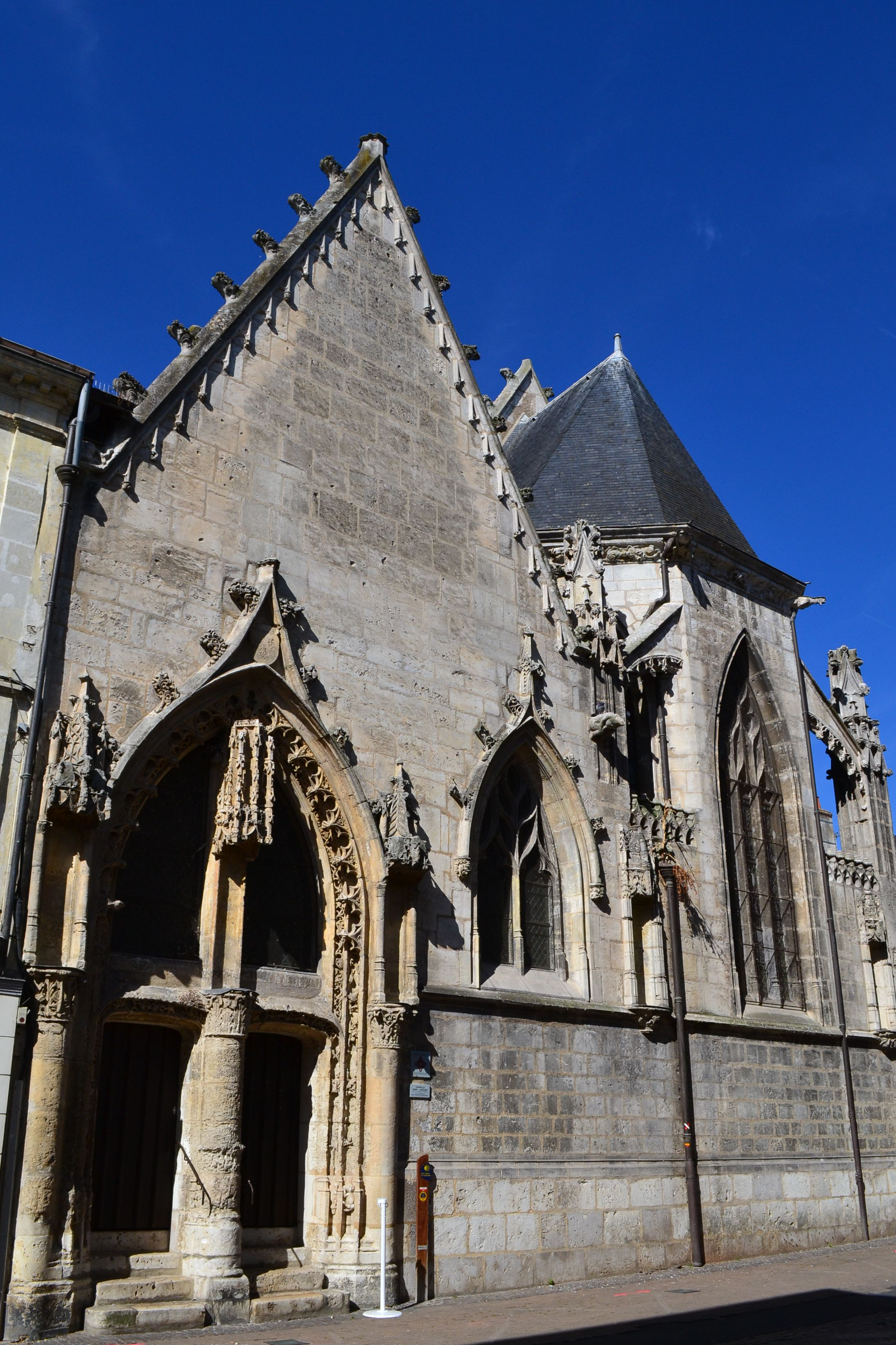
圣雅克小教堂

### 旅游
旺多姆的旅游事务由其所属的公共社区负责。2020年，旺多姆境内共有6家宾馆共计159间房间，另有1个露营地，可容纳共165辆露营车。

### 媒体
法国主要的媒体均可在旺多姆接收，法国电视三台下属的中央-卢瓦尔河谷大区频道在部分时段播出旺多姆所属区域的地方新闻。

## 相关人物
多名旺多姆公爵出生于此，主要人物包括法蘭索瓦·德·波旁、夏爾四世·德·波旁、路易一世·德·波旁等。出生于旺多姆的现代人物则包括外交官达尼埃尔·茹阿诺和足球运动员穆克塔尔·迪亚卡比。
布列塔尼国王诺米诺埃和拉马尔什伯爵約翰一世在旺多姆附近逝世。

## 友好城市
截至2020年11月，旺多姆共与两座城市互为友好城市关系：
- 德国 盖沃尔斯贝格
- 中国 日照